# Beyoğlu Spor Kulübü
Beyoğlu Spor Kulübü o Beyoğlu S.K., més conegut com a Beyoğluspor, és un club d'esports del districte de Beyoğlu, Istanbul, Turquia.

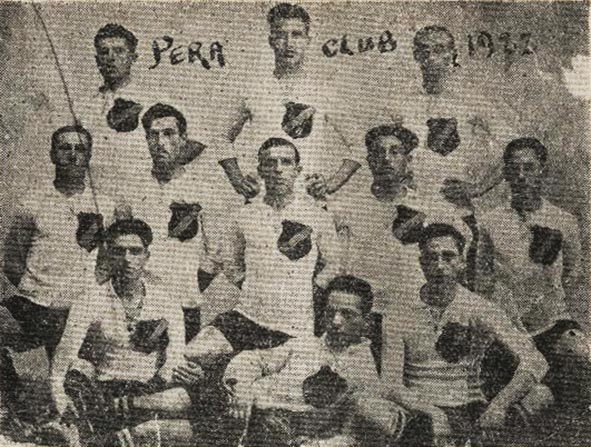
Club Pera 1922

Tot i que havia funcionat com a Ermis des de 1884 o 1886, el club s'anomenà Pera entre 1914-1923, i després de l'adveniment de la república fou reanomenat i registrat oficialment com a Beyoğlu Spor Kulübü. Segons el president del Beyoğluspor, Dimitri Koçias, alguns jugadors del Club Pera que varen marxar a Grècia en l'intercanvi de poblacions entre Turquia i el Regne de Grècia van fundar els equips PAOK de Selanik i AEK d'Atenes.